# Curcuma alismatifolia
Espèce
Classification phylogénétique
Statut de conservation UICN

 NT  : Quasi menacé
Curcuma alismatifolia (anglais : Siam tulip ou summer tulip, Thaï : ปทุมา pathuma, Khmer : ផ្កាក្រចក ou ផ្កាចាហ៊ួយ) est une plante herbacée rhizomateuse vivace du genre Curcuma de la famille des Zingibéracées.
Elle est originaire du Cambodge, du sud du Laos et de l'est de la Thaïlande.
Le parc national de Pa Hin Ngam  et le parc national de Sai Thong, dans la Province de Chaiyaphum en Thaïlande, sont parmi les plus réputés pour leurs tulipes du Siam Curcuma alismatifolia (qui n'appartiennent pourtant pas à la famille des tulipes),,.

## Description
Il s'agit d'une plante vivace rhizomateuse formant des plantes ouvertes atteignant un mètre de hauteur. Elle fleurit en été.

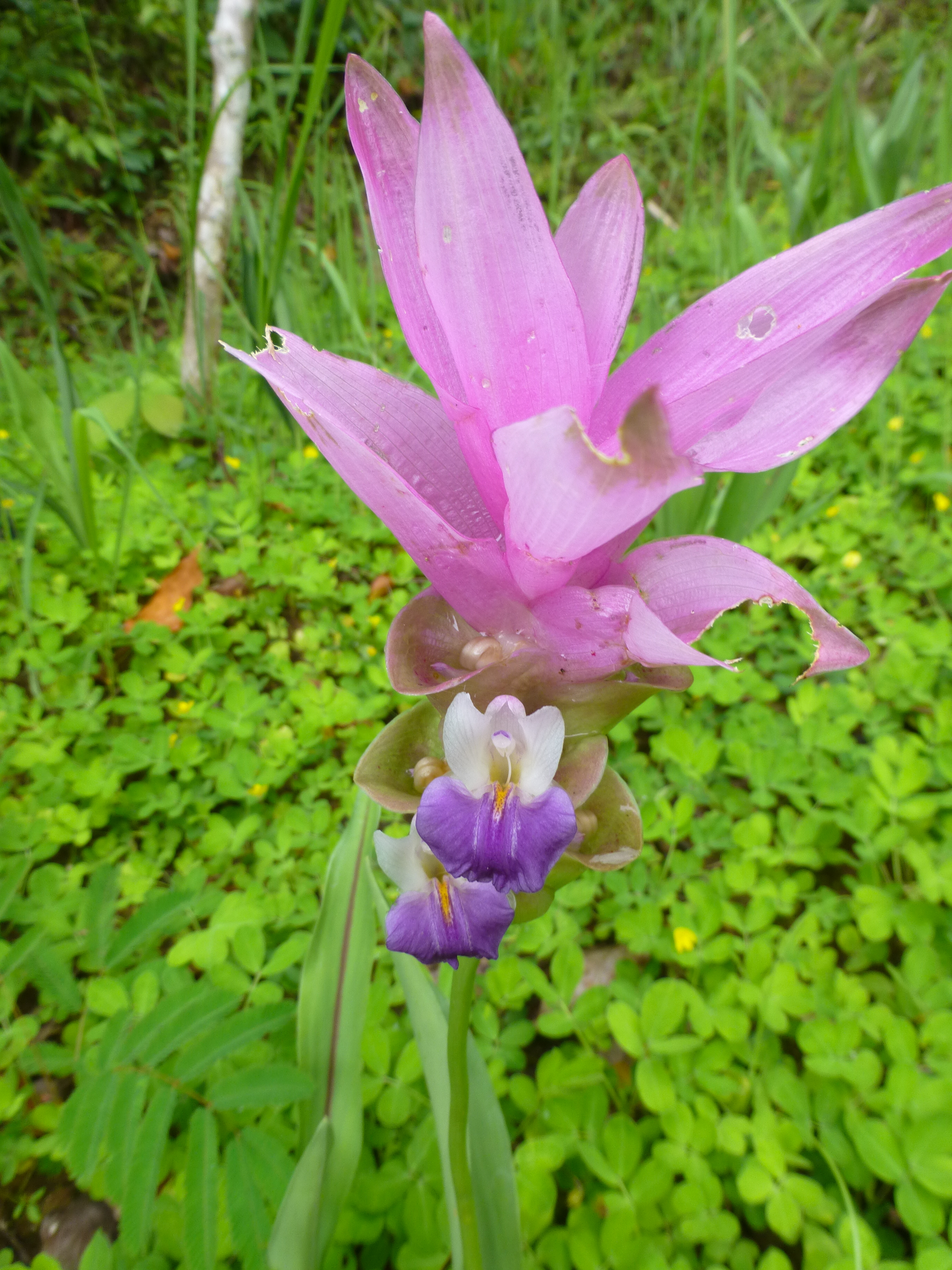
Tulipe du Siam Curcuma alismatifolia, Jardin botanique de la reine Sirikit, Thaïlande

## Utilisation
En décoration, on peut l'utiliser comme plante en pot ou en fleur coupée.

## Galerie

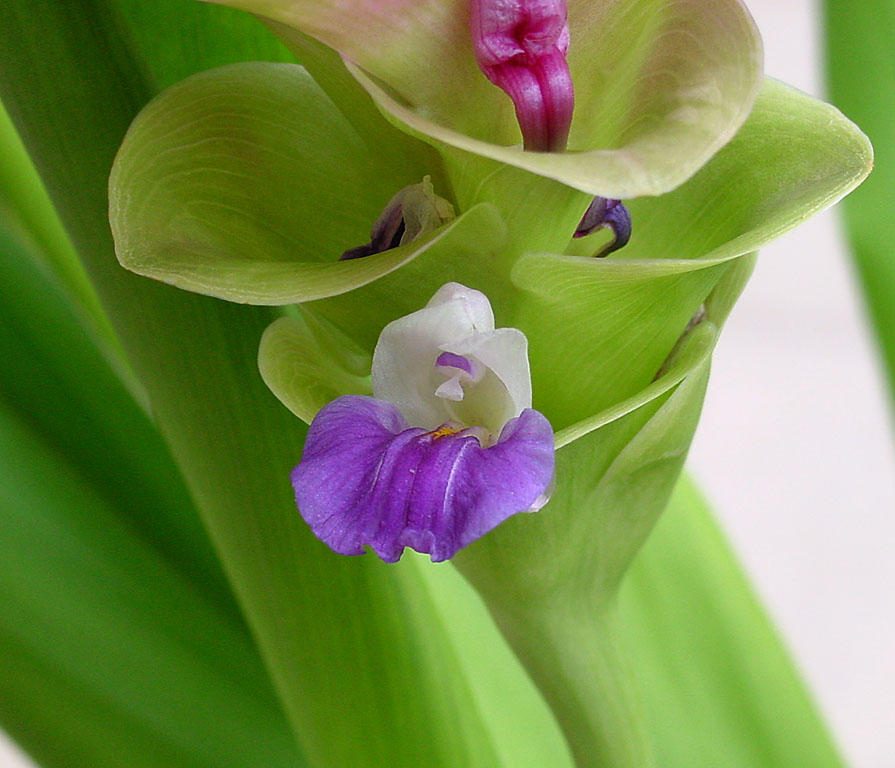
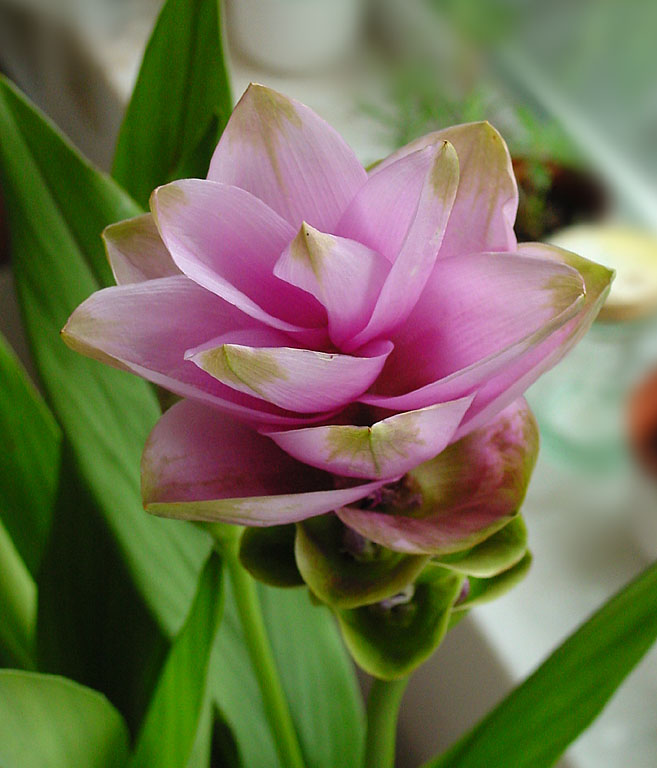
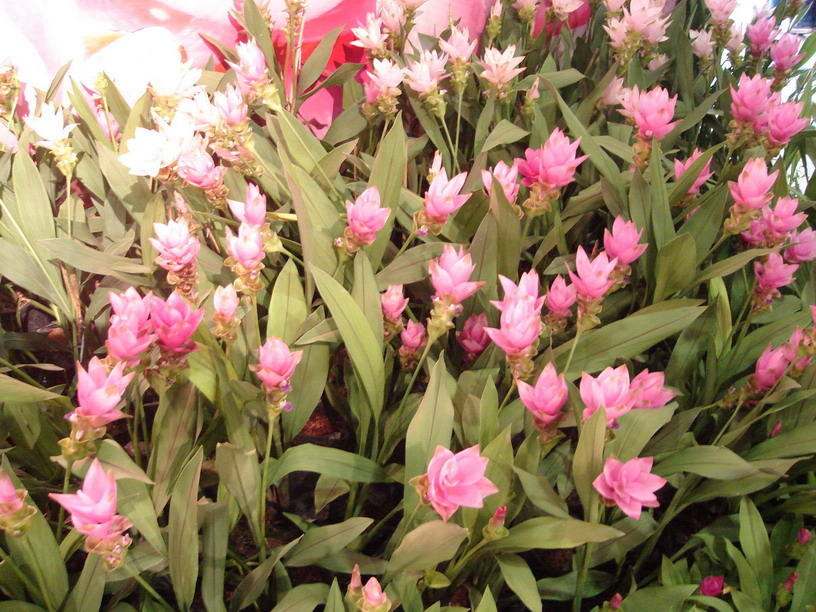
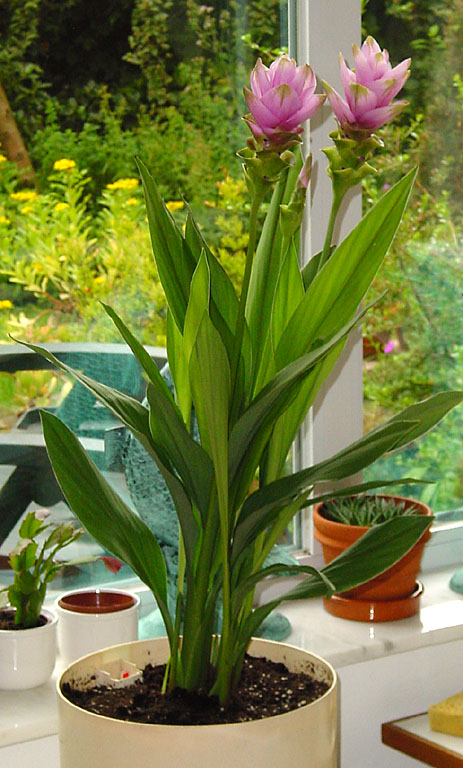
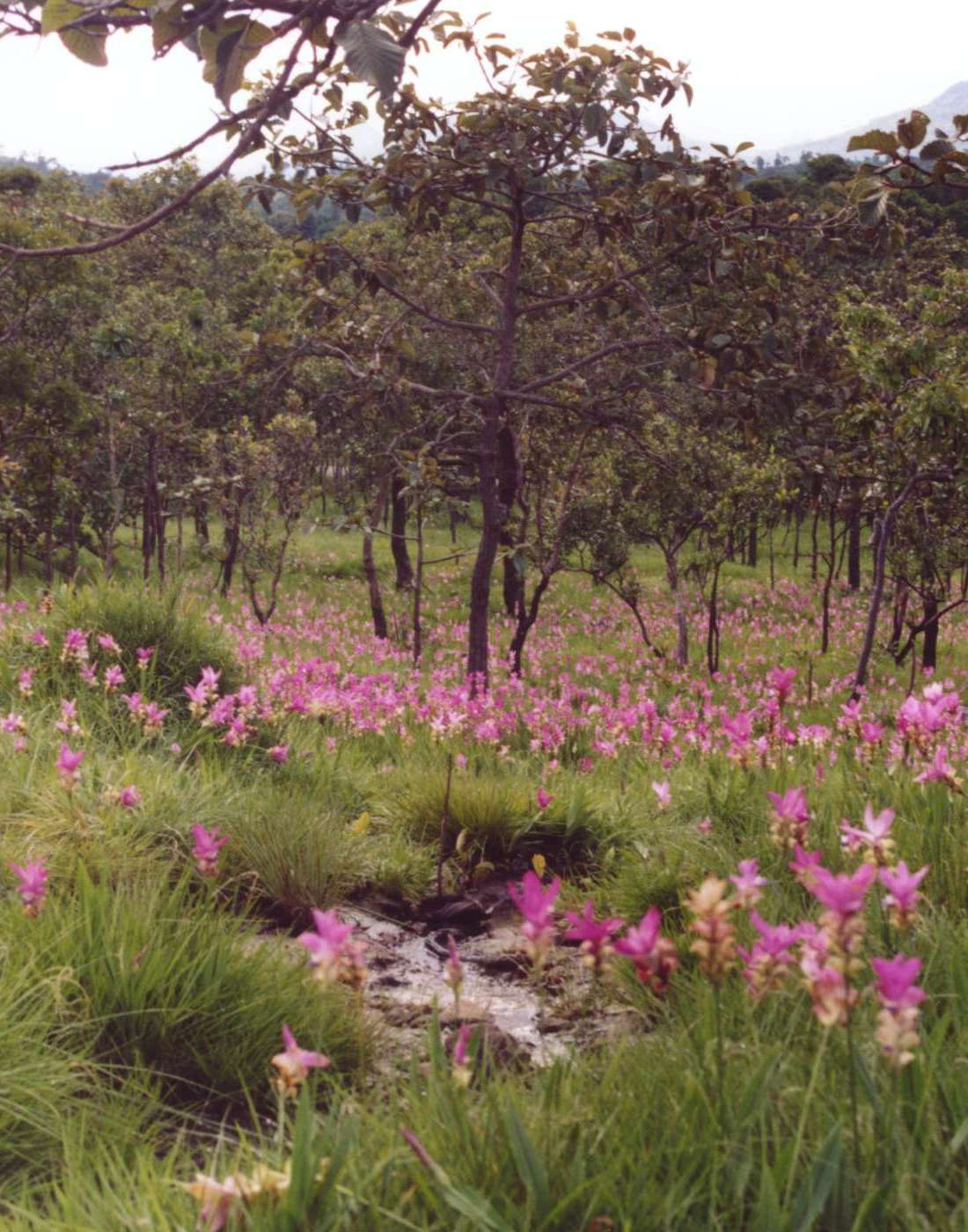
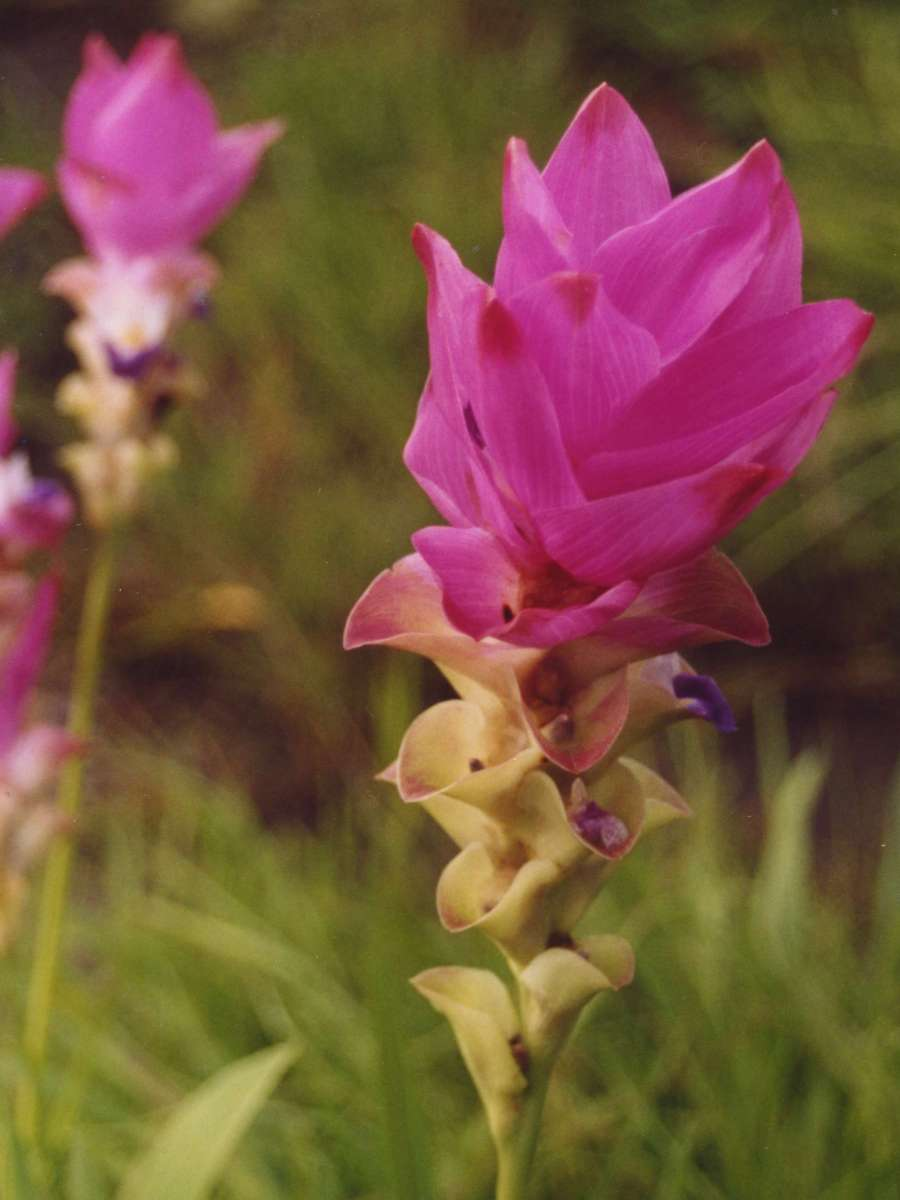
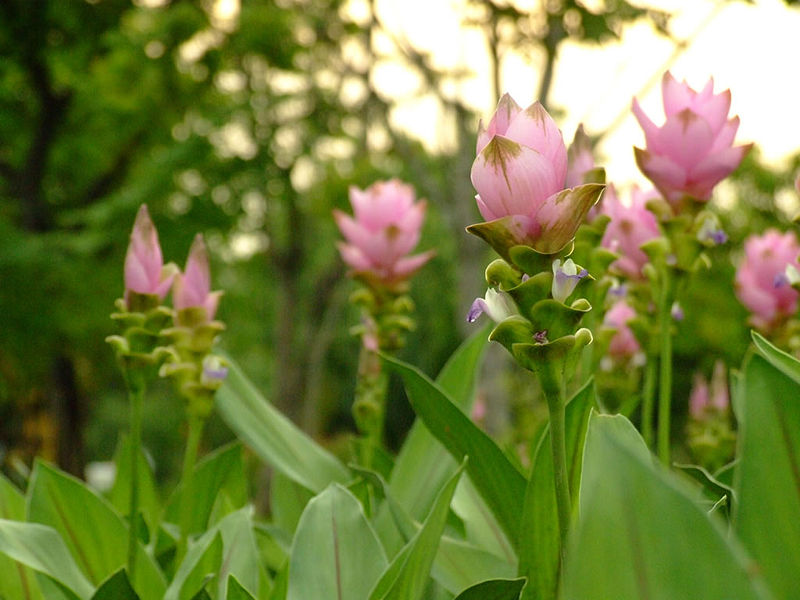